# Condition des femmes en Jordanie
Tout au long de l'histoire, le statut politique, social et économique des femmes en Jordanie a varié en fonction des valeurs juridiques, traditionnelles, culturelles et religieuses de l'époque. Les droits et les expériences des femmes en Jordanie varient également en fonction d'autres facteurs, tels que la classe, le lieu d'origine, la religion et d'autres facteurs. En 2020, le Global Gender Gap Index du Forum économique mondial, qui regroupe des données sur le comportement économique, le niveau d'instruction, la santé et la survie, et l'autonomisation politique, classe la Jordanie 138e sur 153 pays.

## Politique

### Cadre juridique
Le cadre actuel des droits des femmes en Jordanie comprend la Constitution jordanienne, le code de l'état civil, la loi sur le statut personnel et le droit international concernant les droits de l'homme. Les idéaux traditionnels et culturels de la féminité affectent également la façon dont les femmes sont perçues et traitées en Jordanie. Cependant, les femmes jordaniennes n'obtiennent le droit de vote qu'en 1974, ce qui est assez tard pour la région, car Israël, la Syrie, le Liban, l'Égypte, le Yémen, la Turquie et l'Iran ont tous accordé le droit de vote aux femmes bien avant cette date.
La Constitution jordanienne est rédigée en 1952 et stipule que « tous les Jordaniens sont égaux devant la loi. Il n'y aura aucune discrimination entre eux en ce qui concerne leurs droits et devoirs en raison de la race, de la langue ou de la religion ». De nombreuses dispositions constitutionnelles affirment les droits fondamentaux et la représentation politique pour tous. À titre d'exemple supplémentaire, l'article 22 stipule que chaque Jordanien a des chances égales d'être nommé et d'exercer une fonction publique, que ces nominations « doivent être faites sur la base du mérite et des qualifications ». Un amendement en janvier 2003 met en place le système de quotas au parlement jordanien, et bien qu'il existeun précédent religieux pour les sièges parlementaires dans la constitution, l'attribution de sièges aux femmes est une nouveauté et montre que le gouvernement reconnait et veut éliminer les obstacles auxquels les femmes se heurtent pour se présenter aux élections.
Le Code Pénal Provisoire réduit les peines pour les hommes qui commettent des actes de violence contre les femmes dans le cadre de l'« honneur » . Au cours de la dernière décennie, cependant, le code est modifié. Alors que la loi d'origine autorise les hommes à appliquer la loi eux-mêmes, le nouvel amendement laisse la punition et la condamnation au système judiciaire de l'État. Le Code du travail ou le Code pénal ne contiennent aucune disposition protégeant les femmes contre le harcèlement sexuel. La Jordanie est membre de nombreuses organisations internationales qui garantissent les droits humains fondamentaux aux femmes.

### Représentation dans les mandats électifs

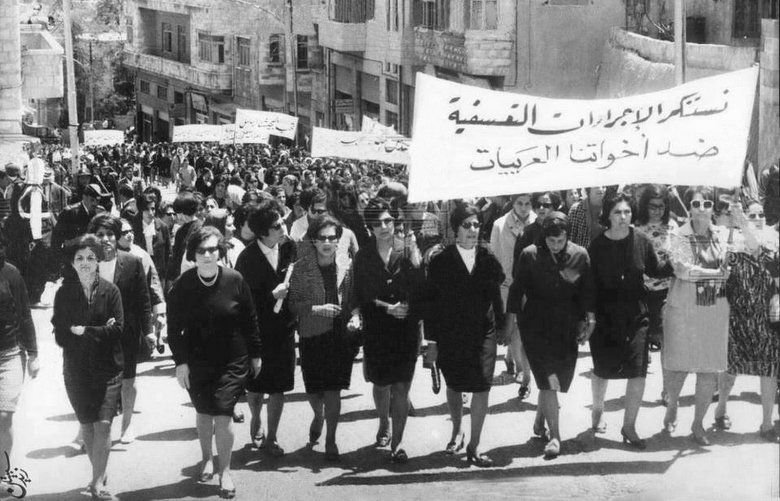
Manifestation de femmes à Amman en 1968.

Alors que la participation des femmes au parlement jordanien augmente au cours de la dernière décennie, elle reste encore faible. Malgré la loi de 1974 donnant aux femmes le droit de faire campagne et d'exercer des fonctions, peu de jordaniennes aujourd'hui sont motivées ou se sentent à l'aise de se porter candidates à des fonctions politiques, elles sont encore moins nombreuses à être élues[réf. nécessaire]. En 2016 et 2020, la Sisterhood is Global Initiative en Jordanie lance un programme appelé « Eye on Women » pour surveiller l'activité et la réception des campagnes politiques des femmes,. L'actuel roi de Jordanie, Abdallah II, adopte une loi exigeant un quota pour le nombre de femmes au parlement. Depuis que le quota est établi, 15 des 130 sièges de la Chambre basse du Parlement sont réservés aux femmes. Les femmes remportent 19 sièges aux élections de 2013. Lors des élections de 2020, 15 sièges sont réservés aux femmes, et seul ce nombre est élu (là encore sur 130 sièges au total). Les candidates constituent 20,5 % des 1 674 candidats aux élections parlementaires de 2020 ; elles remportent 11,5% des sièges.
La reine Rania de Jordanie utilise sa position et son pouvoir pour défendre les droits des femmes. D'une famille palestinienne, Rania est très instruite, elle obtient son diplôme en administration des affaires à l'Université américaine du Caire en 1991 avant d'épouser le roi Abdallah II en janvier 1993. En tant que reine, Rania défend les droits des femmes, l'accès à l'éducation, les préoccupations environnementales et le développement de communautés jordaniennes fortes. En mars 2008, elle lance un blog vidéo dans le cadre de ses efforts pour déconstruire les stéréotypes sur les Arabes et promouvoir le dialogue avec l'Occident.

### Commission nationale jordanienne pour les femmes

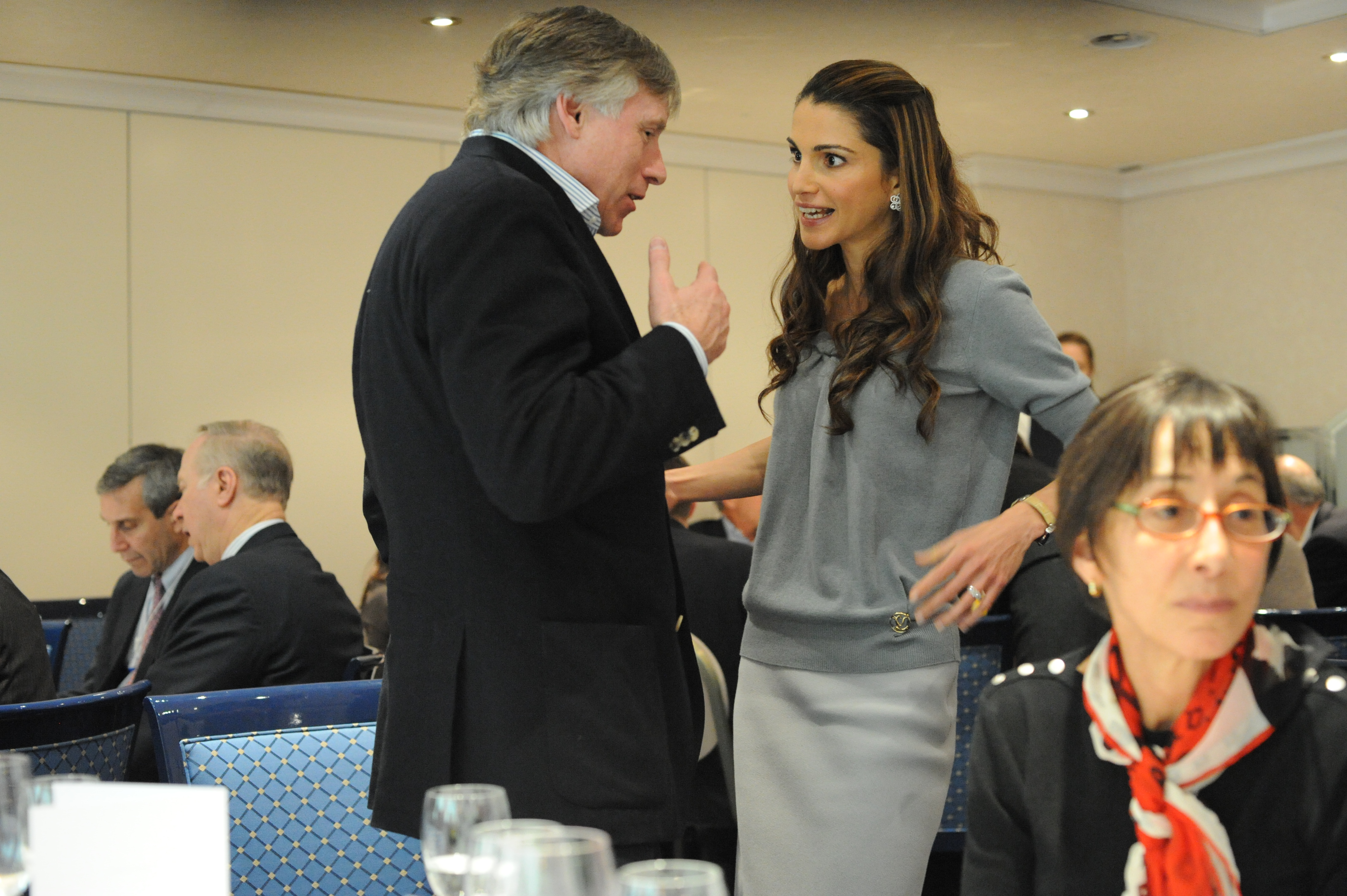
La reine Rania en 2008.

La mission de la Commission nationale jordanienne pour les femmes (JNCW) est de « soutenir l'intégration d'une perspective d'égalité des sexes dans tous les domaines politiques et de réduire l'écart entre la reconnaissance formelle des droits des femmes tels que détaillés par la législation et les attitudes sociétales réelles envers les femmes en améliorant le statut des femmes et renforcer leur rôle dans le développement national ». Elle travaille à égaliser le statut social, politique et économique des femmes en Jordanie en proposant des lois et en étudiant les politiques existantes concernant les droits des femmes. La JNCW travaille également en étroite collaboration avec diverses institutions publiques et ONG dans l'espoir d'élargir et de développer leur organisation. En 1996, le cabinet jordanien fait de la JNCW le « point de référence » officiel du gouvernement sur toutes les questions relatives aux femmes, elle relève désormais directement du Premier ministre. La JNCW devient une institution quasi-gouvernementale responsable en grande partie de l'élaboration des politiques nationales concernant les droits des femmes et le progrès économique. Elle est dirigée par la secrétaire générale Asma Khader, une éminente avocate féministe qui est également PDG de la branche jordanienne de Sisterhood Is Global Institute (en) (SIGI).

## Social

### Éducation

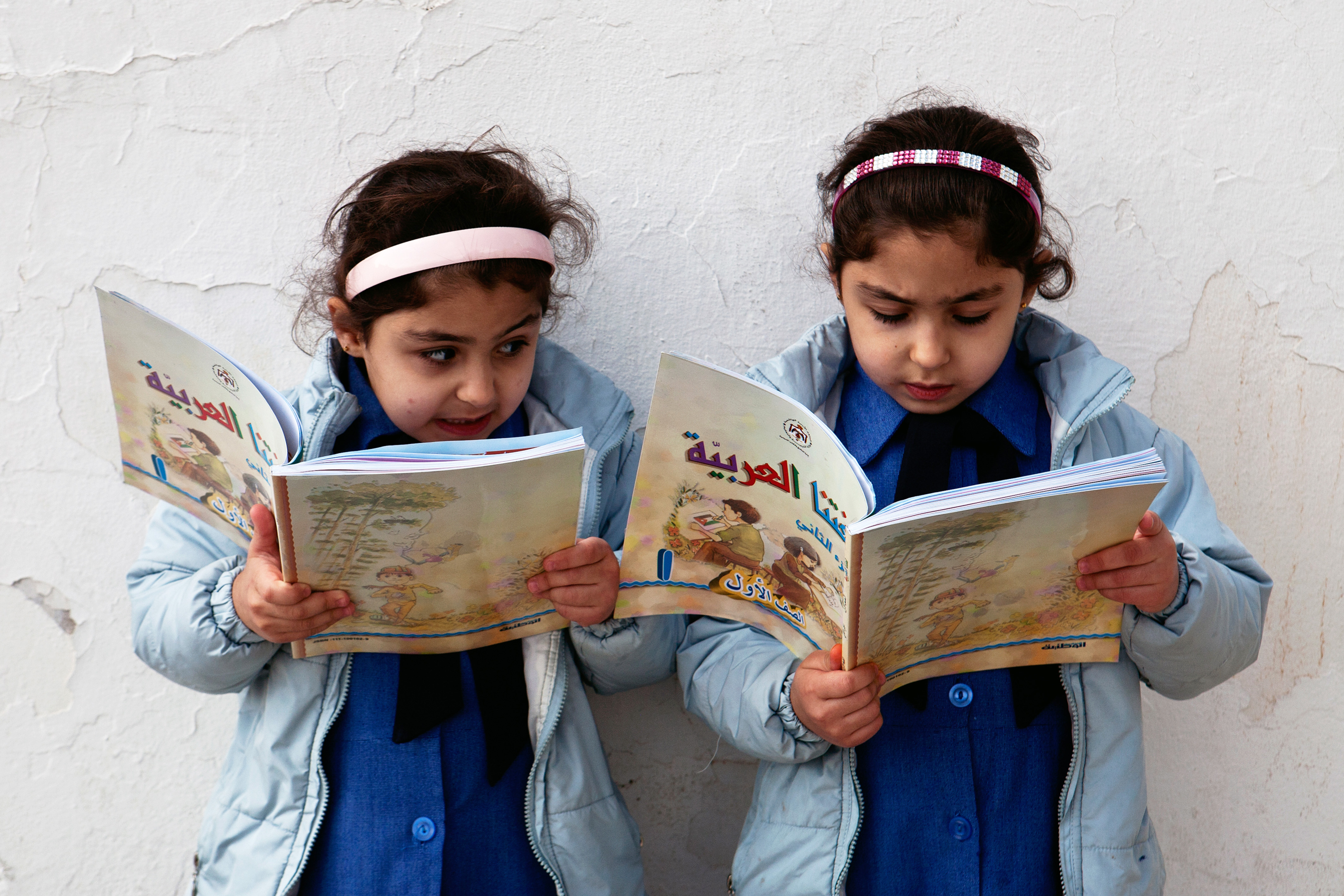
La Jordanie a le taux d'alphabétisation le plus élevé du Moyen-Orient.

Avec un taux d'alphabétisation des femmes de 97,4%, la Jordanie a le taux d'alphabétisation des femmes le plus élevé du Moyen-Orient. La majorité des jordaniennes sont à la fois alphabétisées et très instruites ; les différences dans les attentes de carrière fondées sur le sexe ont tendance à provenir de pratiques culturelles, et non du fait que les femmes ne sont pas aussi méritantes que les hommes.
Les dispositions constitutionnelles affirment les droits fondamentaux de tous les citoyens jordaniens à l'éducation. L'article 20 rend l'enseignement élémentaire obligatoire pour tous les Jordaniens et gratuit dans les écoles publiques. Cette disposition est développée et renforcée dans la loi sur l'éducation. Le gouvernement jordanien dépense plus de 5 % pour l'éducation chaque année, et depuis 1980, le taux d'alphabétisation en Jordanie est passé de 69,2 % à 91 % en 2002, et à 97,4 % en 2012[réf. nécessaire].
Le taux de scolarisation des filles à tous les niveaux est élevé et les jordaniennes ont le nombre moyen d'années de scolarité le plus élevé par rapport aux femmes du Koweït et de Bahreïn. Alors qu'en 2005, les hommes en Jordanie reçoivent 1,7 année de scolarité de plus que les femmes en Jordanie, cette différence est considérée comme très faible pour la région. Le taux d'abandon n'est pas excessif. Les femmes qui abandonnent l'école affirment que leur principale raison (à divers niveaux) est le mariage et leurs responsabilités à la maison, tandis que les hommes qui abandonnent disent qu'ils le font principalement pour trouver un emploi et aider leur famille à gagner de l'argent.
L'approbation par la famille de l'éducation d'une femme est cruciale. Lorsqu'une famille pauvre n'est pas en mesure de scolariser plus d'un enfant, le garçon obtiendra probablement l'éducation et la fille devrait se concentrer sur les compétences ménagères[réf. nécessaire]. Alors que les femmes ont accès à l'éducation de base, l'accès à la formation technique est limité car les femmes sont censées étudier des sujets qui se rapportent directement à leurs rôles dominants en tant qu'épouses et mères, tels que l'art, les sciences humaines et l'enseignement. Il y a des stéréotypes de genre excessifs dans les manuels jordaniens.

### Emploi
Il existe des dispositions constitutionnelles qui affirment les droits fondamentaux des citoyens jordaniens au travail. Rien dans l'Islam, la religion majoritaire en Jordanie, n'interdit aux femmes de le faire. La Constitution stipule que « le travail est le droit de tous les citoyens », « les emplois sont basés sur les capacités » et « tous les Jordaniens sont égaux devant la loi ». Il ne doit y avoir aucune discrimination entre les Jordaniens concernant les droits et devoirs basés sur la race, la langue ou la religion. Les lois sur le travail clarifient davantage la Constitution : « par jordaniens, on entend à la fois les hommes et les femmes ». Le Code du travail définit un travailleur/ouvrier/employé comme « chaque personne, homme ou femme, qui effectue un travail en échange d'un salaire ». La Constitution affirme que le gouvernement « doit assurer le travail et l'éducation dans les limites de ses possibilités, et il doit assurer un état de tranquillité et des chances égales à tous les Jordaniens ». Le travail est « le droit de chaque citoyen » et « l'État doit offrir des possibilités de travail à tous les citoyens en dirigeant l'économie nationale et en élevant ses normes ». Les lois du travail jordaniennes protègent les femmes de la perte de leur emploi pendant la grossesse et les aident à s'occuper des enfants. Alors que les lois elles-mêmes promeuvent la justice et l'égalité, les idéaux traditionnels de masculinité et de féminité et la « nature patriarcale du système juridique » contribuent à l'absence notable des femmes du lieu de travail et aux inégalités auxquelles elles sont confrontées une fois sur place.
Les inégalités entre les sexes en Jordanie aujourd'hui découlent également des rôles de genre traditionnels qui se sont enracinés dans la culture jordanienne.
Le « paradigme traditionnel » du genre jordanien s'attend à ce que les femmes se marient tôt et contribuent à la famille en tant que femme au foyer, épouse et mère. Il suppose que l'homme sera chargé du ménage et qu'il doit subvenir financièrement aux besoins de sa famille. Les femmes, en tant qu'épouses et mères, sont perçues comme vulnérables et ayant besoin d'une protection qui devrait être fournie par le mari. La responsabilité des hommes de protéger leurs femmes et leurs enfants est considérée comme une justification suffisante pour leur exercice d'autorité sur les femmes dans tous les domaines de prise de décision concernant à la fois les sphères publiques et privées. Bien que ce paradigme existe dans une certaine mesure partout dans le monde, il est particulièrement important en Jordanie car il s'est institutionnalisé et imprègne le cadre juridique.

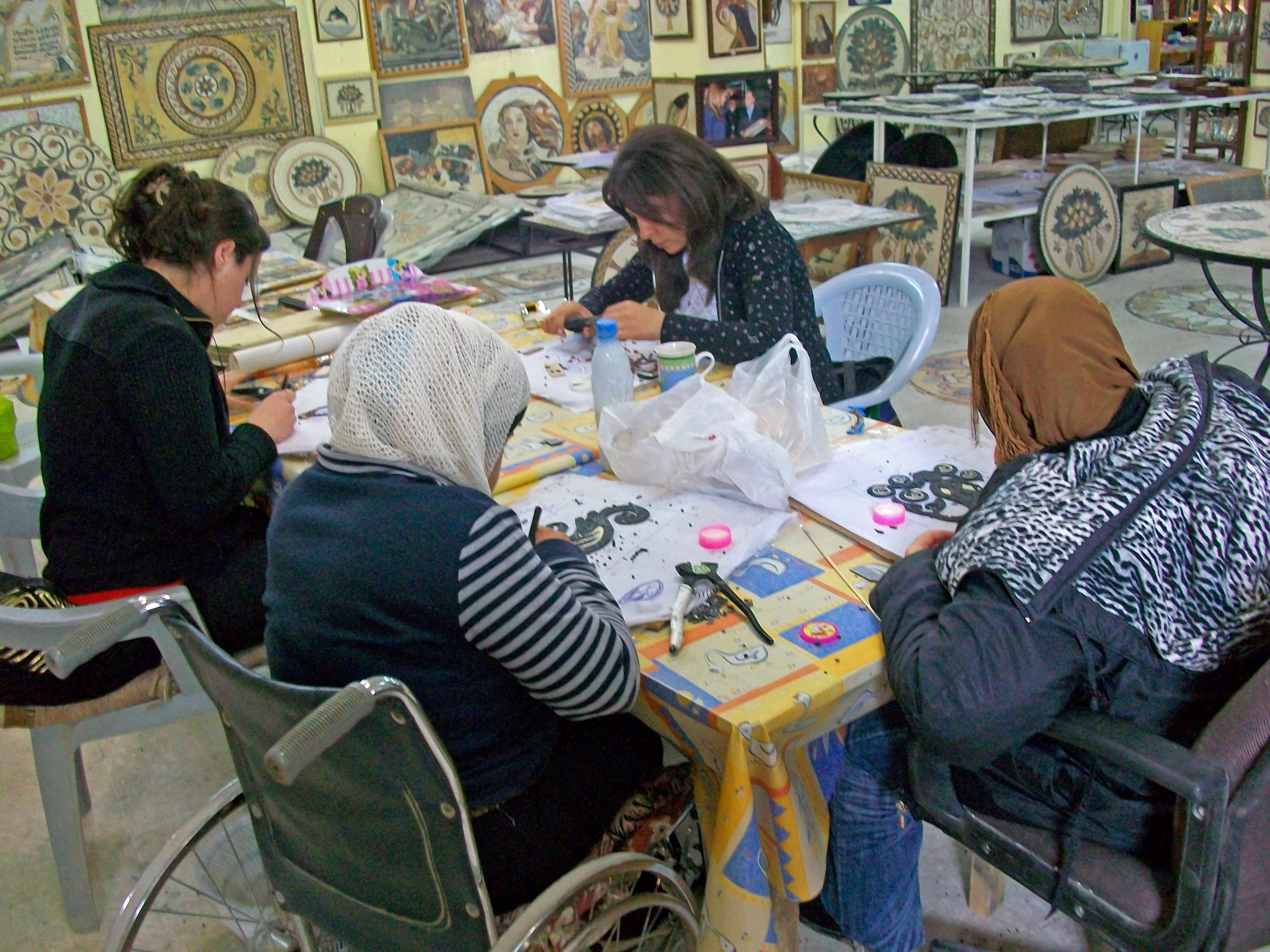
Des femmes assemblant des mosaïques dans le cadre d'un programme parrainé par le gouvernement.

Le chômage, le sous-emploi, les écarts de salaires et la ségrégation professionnelle sont les quatre principaux facteurs de l'économie qui influent sur le niveau de travail des femmes. En termes de chômage, 15 % des hommes sont au chômage tandis que 25 % des femmes sont au chômage et 82 % des jeunes femmes de 15 à 29 ans sont au chômage. Les femmes sont sous-employées car elles ont tendance à être moins embauchées que les hommes moins instruits, car de larges pans de l'économie jordanienne sont et ont toujours été fermés aux femmes. Les hommes moins instruits occupent souvent plus d'emplois, tandis que les femmes qui sont souvent plus instruites prennent des emplois nécessitant moins d'éducation qu'elles n'en ont. La discrimination salariale en Jordanie n'est pas différente de partout ailleurs dans le monde, mais en combinaison avec des facteurs traditionnels et culturels, comme le fait d'être responsable de la sphère privée (la famille et le foyer), les femmes sont chassées du marché du travail. La loi jordanienne suggère que les épouses doivent être obéissantes envers leurs maris parce que les hommes soutiennent financièrement la famille, et si elle est désobéissante, son mari peut interrompre le soutien financier. En outre, les hommes assument le pouvoir d'interdire à leurs femmes de travailler et les tribunaux jordaniens confirment ces lois. De plus, comme les crimes d'honneur se produisent régulièrement et sont actuellement en augmentation, les femmes sont moins motivées à quitter la sécurité de leur foyer. Les lois jordaniennes concernant les crimes d'honneur continuent de permettre aux tribunaux de traiter les coupables avec clémence.
La ségrégation professionnelle existe dans tous les aspects de la main-d'œuvre jordanienne, car la ségrégation verticale et horizontale est présente. La ségrégation verticale fait référence au concept du plafond de verre, où les femmes sont concentrées dans des emplois moins bien rémunérés et de rang inférieur et ne peuvent pas accéder aux niveaux supérieurs. La ségrégation horizontale se produit lorsque certaines professions sont plus féminines. Par exemple, davantage d'hommes jordaniens sont fonctionnaires et occupent des postes de haut niveau, tandis que les femmes jordaniennes sont concentrées dans des emplois de niveau intermédiaire. Les conséquences du progrès économique limité des femmes et de la faible participation des femmes à la main-d'œuvre entraînent une faible utilisation de la capacité de production nationale (la Banque mondiale estime qu'elle est actuellement à la moitié de son potentiel), un revenu moyen des ménages inférieur et un PIB par habitant inférieur. Le plus grand défi pour intégrer les femmes de manière égale dans le lieu de travail est de surmonter les attitudes traditionnelles envers les femmes et leurs devoirs attendus en tant que mères et épouses. Un changement d'attitude conduira inévitablement à une modification des « lois sur le genre » et du rôle des femmes en tant que ménagères.
En juillet 2021, le ministre jordanien des médias, Sakher Dudin, appelle à un effort de collaboration public et privé pour autonomiser les femmes sur le plan économique, car les femmes en Jordanie représentent 15% de la main-d'œuvre totale, selon un rapport publié par le Département des statistiques.

#### Travailleurs domestiques migrants en Jordanie
Selon les estimations, un million de travailleurs migrants ont un emploi en Jordanie (bien qu'un tiers seulement aient des papiers) et la grande majorité sont des femmes originaires des Philippines, du Bangladesh, du Sri Lanka et de l'Ouganda,. Ces femmes envoient souvent des fonds dans leur pays d'origine comme source de revenu familial. De nombreux travailleurs sont soumis au système de « Kafala (en) » qui est largement utilisé pour réglementer les relations entre employeurs et employés, notamment en rendant le statut juridique des employés dans le pays entièrement dépendant des employeurs. La pratique est critiquée par beaucoup, y compris l'Organisation internationale du travail. La Fédération internationale des travailleurs domestiques (en) (fondée en 2009) travaille avec des réseaux en Jordanie pour promouvoir des conditions de travail décentes, bien que de nombreuses femmes migrantes s'appuient finalement sur des réseaux informels pour obtenir de l'aide. Selon le directeur exécutif de Tamkeen pour l'aide juridique et les droits de l'homme, même en 2020, « l'esclavage est toujours un problème ».

### Réseaux formels
La Société islamique de charité en Jordanie est un exemple d'une manière dont les femmes jordaniennes de la classe moyenne peuvent se mettre en réseau et se connecter. Au lieu de fonctionner comme une « charité » traditionnelle, ces institutions caritatives islamiques sont fondées sur une base plus sociale. Bien qu'elles ne soit pas officiellement liés à l'État, elles ont un impact social et politique sur le pays.
D'autres groupes communautaires en Jordanie, comme le Fonds hachémite jordanien (en), encouragent les femmes à former leurs propres comités, à se présenter aux élections locales et à former de petites coopératives réservées aux femmes. Lorsque bon nombre de ces initiatives commencent dans les années 1980, elles suscitent une opposition marquée de la part des dirigeants communautaires, certains menaçant de fermer les comités de femmes dans leur région.
Dans le domaine des arts, le Collectif jordanien d'artiste féminines, lancé en 2020 par l'entrepreneur du secteur musical Mais Sahli, fait partie des organisations qui œuvrent à la promotion des femmes jordaniennes dans les industries créatives.

## Famille

### Mariage
Les maris jordaniens déterminent les capacités de leurs épouses à exercer leurs droits constitutionnellement garantis au travail et à d'autres activités publiques. La législation et la culture jordaniennes suggèrent que les hommes ont un certain contrôle sur leurs épouses pour arbitrer leur interaction avec le public. Les hommes s'attendent à ce que leurs épouses soient obéissantes parce qu'ils travaillent pour soutenir financièrement la famille. Certains amendements reportent cette « propriété » pour les jeunes filles. Par exemple, le Parlement jordanien augmente l'âge légal du mariage à 18 ans pour les garçons et les filles, car la loi précédente fixait l'âge légal du mariage à 16 ans pour les garçons et à 15 ans pour les filles, ce qui encourageait les mariages précoces et l'abandon scolaire pour les jeunes filles mariées.
Néanmoins, du fait du poids de la tradition, des exceptions légales persistent. En janvier 2022, Middle East Eye note ainsi que 10 % des personnes mariées sont mineures, surtout des filles. Cette proportion est plus forte parmi les réfugiés syriens. La pandémie de Covid-19 et ses conséquences économiques pour les familles ont aggravé la situation, même si des ONG travaillent, en collaboration avec le gouvernement, à promouvoir l'éducation afin d'endiguer le mariage des mineurs. En Jordanie, le mariage civil n'existe pas. Un quart des mineures mariées ont été victimes de violences conjugales d'après un sondage officiel réalisé en 2017-2018.

### Divorce
La loi sur le divorce est basée presque entièrement sur la loi islamique de la charia, qui est considérée comme « une autorité incontestable ». Cependant, des divergences d'interprétation et d'application existent entre les tribunaux islamiques à travers le Moyen-Orient. Les divorces en Jordanie, en particulier, ignorent souvent les droits des femmes et laissent les femmes sans rien si elles ne sont pas soutenues par leurs familles. Au cours des dernières années, le gouvernement s'est efforcé de régler ce problème en modifiant le système judiciaire. Par exemple, « une nouvelle loi a été rédigée pour obliger les hommes à payer une pension alimentaire pendant trois ans au lieu de six mois, ce qui était le cas auparavant ». Parce que les hommes sont libres de divorcer et de cesser de soutenir leur femme s'elles sont « désobéissantes », une autre loi créé un fonds obligatoire pour les femmes divorcées, leur garantissant un règlement de leur ex-mari.

### Enfants
Le père était techniquement responsable de la propriété, de l'entretien et de l'éducation des enfants tandis que la mère était responsable de prendre soin d'eux. Aujourd'hui, cependant, les enfants « appartiennent » aux deux parents mais la mère reste généralement à la maison pour les élever

### Propriété
Alors que les études sur les femmes et leurs droits de propriété prouvent que les tribunaux islamiques ont « confirmé les droits des femmes à la propriété », les femmes en Jordanie possèdent et héritent légalement moins que leurs parents masculins. Tout au long de l'histoire et encore aujourd'hui, lorsque les femmes ont possédé et hérité des biens, elles ont été fréquemment et intensément contraintes de céder leurs terres à des membres masculins de la famille. En conséquence, moins de quatre pour cent de tous les biens en Jordanie appartiennent à des femmes.

### Violence sexiste

#### Crimes d'honneur
Les crimes d'honneur sont des actes de violence commis par des membres de la famille contre des femmes qui sont perçues comme ayant fait honte à la famille d'une manière ou d'une autre. Les femmes peuvent « faire honte » à leur famille en se livrant à « l'infidélité conjugale, aux relations sexuelles avant le mariage et au flirt », ou en se faisant violer. Le Code pénal jordanien comprend encore aujourd'hui des dispositions qui excusent les crimes d'honneur en accordant à l'auteur des peines de clémence. Beaucoup de ces meurtres ne sont pas signalés, mais chaque année, des dizaines de femmes sont tuées par des membres de leur famille afin de « restaurer l'honneur ». Les crimes d'honneur se produisent au Moyen-Orient et dans le monde. Les rapports de la Commission des droits de l'homme des Nations unies sur les crimes d'honneur au Bangladesh, en Grande-Bretagne, au Brésil, en Équateur, en Égypte, en Inde, en Israël, en Italie, en Jordanie, au Pakistan, au Maroc, en Suède, en Turquie et en Ouganda révèlent que cette pratique « traverse les cultures et les religions ».
Il est difficile de modifier la législation (en particulier l'article 340 du Code pénal jordanien) parce que la violence à l'égard des femmes a traditionnellement été considérée comme une « affaire privée » plutôt que comme la « responsabilité de l'État ». Il y a eu une campagne nationale de défense des droits des femmes, soutenue par le roi Abbullah et la reine Rania, pour modifier l'article 340, qui accorde la clémence aux auteurs de crimes d'honneur devant les tribunaux jordaniens.
En avril 2010, un homme de 33 ans est accusé d'avoir « martelé sa femme à mort et jeté son corps sur l'autoroute menant à l'aéroport international Reine-Alia ». Le mari avoue facilement avoir assassiné sa femme afin de défendre son honneur, car elle avait rencontré un ami masculin sans sa permission. « Il y a environ 12 cas de crimes d'honneur chaque année en Jordanie » déclare Diana Shalabi, directrice du bureau des plaintes à la Commission nationale jordanienne pour les femmes. « Cependant », déclare elle, « de nombreux crimes impliquant des femmes sont considérés comme des crimes d'honneur et doivent plutôt être qualifiés de crimes ordinaires ».
Chaque année, la Jordanie signale entre 15 et 20 crimes d'honneur, selon Human Rights Watch.

#### Loi sur le viol conjugal
Auparavant, l'article 308 du Code pénal jordanien stipulait que les auteurs de crimes particuliers, dont le viol, pouvaient « éviter des condamnations pénales sévères s'ils épousaient les cibles de leurs abus sexuels », parmi les militants investis dans l'abolition de la loi, l'article est devenu connu sous le nom de « loi sur le viol conjugal ». La loi est annulée en août 2017, ce qui est salué comme une victoire publique pour les organisations de femmes.